# Liste der Bodendenkmäler in Massing
Auf dieser Seite sind die Bodendenkmäler in dem niederbayerischen Markt Massing zusammengestellt. Diese Tabelle ist eine Teilliste der Liste der Bodendenkmäler in Bayern. Grundlage ist die Bayerische Denkmalliste, die auf Basis des Bayerischen Denkmalschutzgesetzes vom 1. Oktober 1973 erstmals erstellt wurde und seither durch das Bayerische Landesamt für Denkmalpflege geführt wird. Die folgenden Angaben ersetzen nicht die rechtsverbindliche Auskunft der Denkmalschutzbehörde.

## Bodendenkmäler in Massing

### Bodendenkmäler in der Gemarkung Malling
| Lage               | Objekt | Akten-Nr.     | Bild |
| ------------------ | --- | ------------- | ---- |
| Malling (Standort) | Grabhügel vorgeschichtlicher Zeitstellung, daraus Funde der mittleren Bronzezeit.                                                          | D-2-7541-0017 |      |
| Malling (Standort) | Grabhügel vorgeschichtlicher Zeitstellung.                                                                                                 | D-2-7641-0003 |      |
| Malling (Standort) | Grabhügel vorgeschichtlicher Zeitstellung.                                                                                                 | D-2-7641-0004 |      |
| Malling (Standort) | Untertägige spätmittelalterliche und frühneuzeitliche Befunde und Funde im Bereich der katholischen Filialkirche St. Nikolaus in Moosvogl. | D-2-7641-0018 |      |
| Malling (Standort) | Siedlung allgemein vorgeschichtlicher und neolithischer Zeitstellung sowie wohl der Bronzezeit und Urnenfelderzeit.                        | D-2-7641-0044 |      |

### Bodendenkmäler in der Gemarkung Massing
| Lage               | Objekt | Akten-Nr.     | Bild |
| ------------------ | --- | ------------- | ---- |
| Massing (Standort) | Grabhügel vorgeschichtlicher Zeitstellung. | D-2-7641-0006 |      |
| Massing (Standort) | Burgstall des hohen und späten Mittelalters (Burg Massing). | D-2-7641-0007 |      |
| Massing (Standort) | Siedlung vor- und frühgeschichtlicher Zeitstellung. | D-2-7641-0013 |      |
| Massing (Standort) | Untertägige mittelalterliche und frühneuzeitliche Siedlungsteile im Bereich der historischen Marktsiedlung von Massing.                                                                           | D-2-7641-0017 |      |
| Massing (Standort) | Untertägige mittelalterliche und frühneuzeitliche Befunde und Befunde im Bereich der katholischen Pfarrkirche St. Stephan in Massing und ihrer Vorgängerbauten mit abgegangener Friedhofskapelle. | D-2-7641-0034 |      |
| Massing (Standort) | Abgegangene Kapelle des späten Mittelalters oder der frühen Neuzeit. | D-2-7641-0035 |      |
| Massing (Standort) | Untertägige mittelalterliche und frühneuzeitliche Befunde und Funde im Bereich der vorstädtischen Siedlungserweiterungen des Marktes Massing.                                                     | D-2-7641-0036 |      |
| Massing (Standort) | Untertägige spätmittelalterliche und frühneuzeitliche Befunde und Funde im Bereich der verebneten Marktbefestigung von Massing.                                                                   | D-2-7641-0040 |      |

### Bodendenkmäler in der Gemarkung Staudach
| Lage                | Objekt | Akten-Nr.     | Bild |
| ------------------- | --- | ------------- | ---- |
| Staudach (Standort) | Verebnetes Grabenwerk vor- und frühgeschichtlicher Zeitstellung.                                                                                                   | D-2-7541-0018 |      |
| Staudach (Standort) | Verebnetes unregelmäßiges Grabenwerk vor- und frühgeschichtlicher Zeitstellung.                                                                                    | D-2-7541-0019 |      |
| Staudach (Standort) | Verebneter Wasserburgstall des späten Mittelalters und der frühen Neuzeit (Schloß Wolfsegg) mit Ökonomiegebäude und barocker Gartenanlage.                         | D-2-7541-0022 |      |
| Staudach (Standort) | Siedlung vor- und frühgeschichtlicher Zeitstellung. | D-2-7541-0030 |      |
| Staudach (Standort) | Untertägige mittelalterliche und frühneuzeitliche Befunde und Funde im Bereich der katholischen Filialkirche St. Jakobus der Ältere und Bartholomäus in Morolding. | D-2-7541-0040 |      |
| Staudach (Standort) | Untertägige spätmittelalterliche und frühneuzeitliche Befunde und Funde im Bereich der katholischen Filialkirche St. Emmeram in Saulorn.                           | D-2-7541-0088 |      |
| Staudach (Standort) | Untertägige spätmittelalterliche und frühneuzeitliche Befunde und Funde im Bereich der katholischen Wallfahrtskirche St. Korona in Staudach.                       | D-2-7541-0090 |      |

### Bodendenkmäler in der Gemarkung Wolfsegg
| Lage                | Objekt | Akten-Nr.     | Bild |
| ------------------- | --- | ------------- | ---- |
| Wolfsegg (Standort) | Siedlung des Altneolithikums (Linearbandkeramik). | D-2-7541-0024 |      |
| Wolfsegg (Standort) | Siedlung des Altneolithikums (Linearbandkeramik). | D-2-7541-0025 |      |
| Wolfsegg (Standort) | Untertägige mittelalterliche und frühneuzeitliche Befunde und Funde im Bereich der katholischen Filialkirche St. Martin in Wolfsegg.                                           | D-2-7541-0096 |      |
| Wolfsegg (Standort) | Wasserburgstall des späten Mittelalters und der frühen Neuzeit (Schloss Schernegg).                                                                                            | D-2-7541-0097 |      |
| Wolfsegg (Standort) | Burgstall des späten Mittelalters und der frühen Neuzeit (Sitz Kollersaich).                                                                                                   | D-2-7641-0012 |      |
| Wolfsegg (Standort) | Siedlung vor- und frühgeschichtlicher Zeitstellung. | D-2-7641-0015 |      |
| Wolfsegg (Standort) | Untertägige spätmittelalterliche und frühneuzeitliche Befunde und Funde im Bereich der katholischen Wallfahrtskirche Mariä Heimsuchung und ihrer Vorgängerbauten.              | D-2-7641-0016 |      |
| Wolfsegg (Standort) | Abgegangene Mühle der frühen Neuzeit (Neumühl). | D-2-7641-0031 |      |
| Wolfsegg (Standort) | Untertägige mittelalterliche und frühneuzeitliche Befunde und Funde im Bereich der katholischen Filialkirche St. Petrus und Paulus in Hochholding.                             | D-2-7641-0037 |      |
| Wolfsegg (Standort) | Untertägige mittelalterliche und frühneuzeitliche Befunde und Funde im Bereich der katholischen Pfarrkirche St. Johannes der Täufer in Oberdietfurt und ihrer Vorgängerbauten. | D-2-7641-0038 |      |